# Mont-Saint-Aubert
Mont-Saint-Aubert is een dorpje in de Belgische provincie Henegouwen en een deelgemeente van de stad Doornik.  Het dorp ligt ten noorden van Doornik, op een heuvel met dezelfde naam, die ook wel Mont de la Trinité wordt genoemd. De heuvel, met op de top de dorpskerk ligt op ongeveer 145 meter hoogte.

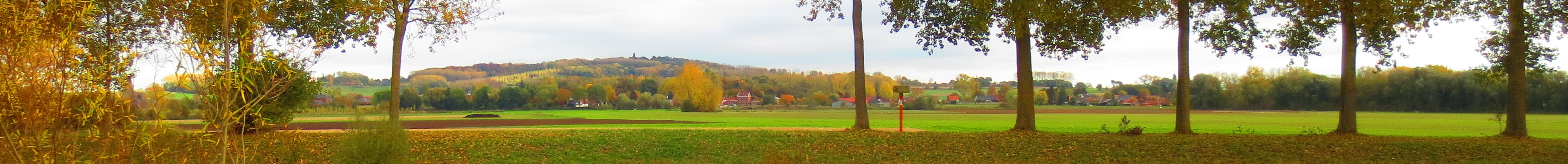
Mont-Saint-Aubert

## Geschiedenis
Mont-Saint-Aubert was een zelfstandige gemeente tot aan de gemeentelijke herindeling van 1977.

## Bezienswaardigheden
- De Sint-Aubertuskerk (Église Saint-Aubert) is een bakstenen classicistisch kerkgebouw uit 1774 met enkele 17e-eeuwse delen en een uitbreiding van 1889.
- Het Château Rinval van eind 18e eeuw in classicistische stijl.

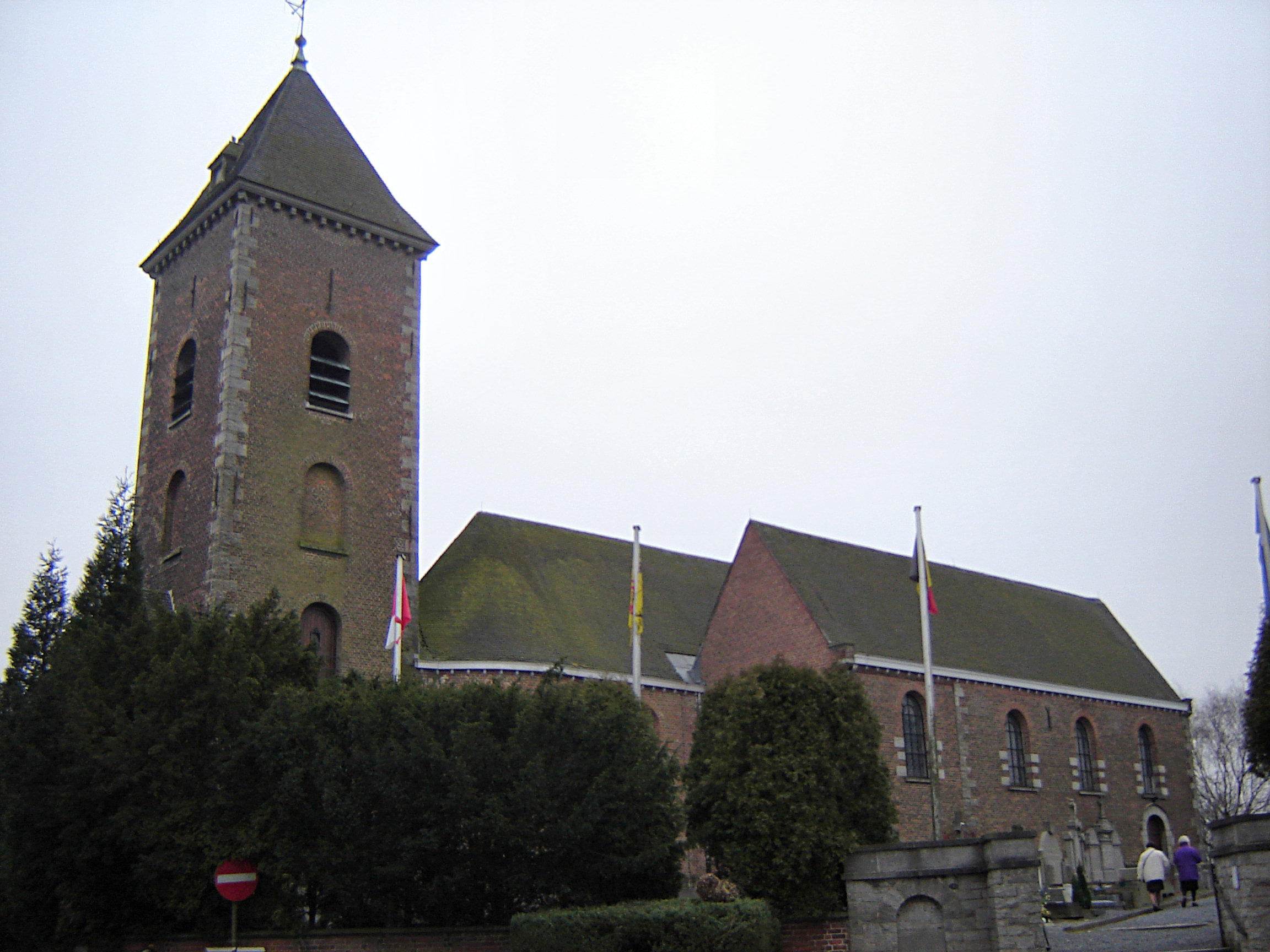
Église Saint-Aubert

## Natuur en landschap
Mont-Saint-Aubert ligt op een getuigenheuvel van dezelfde naam die met 148 meter hoogte het hoogste punt in de wijde omgeving vertegenwoordigt en een bijzonder uitzicht biedt.

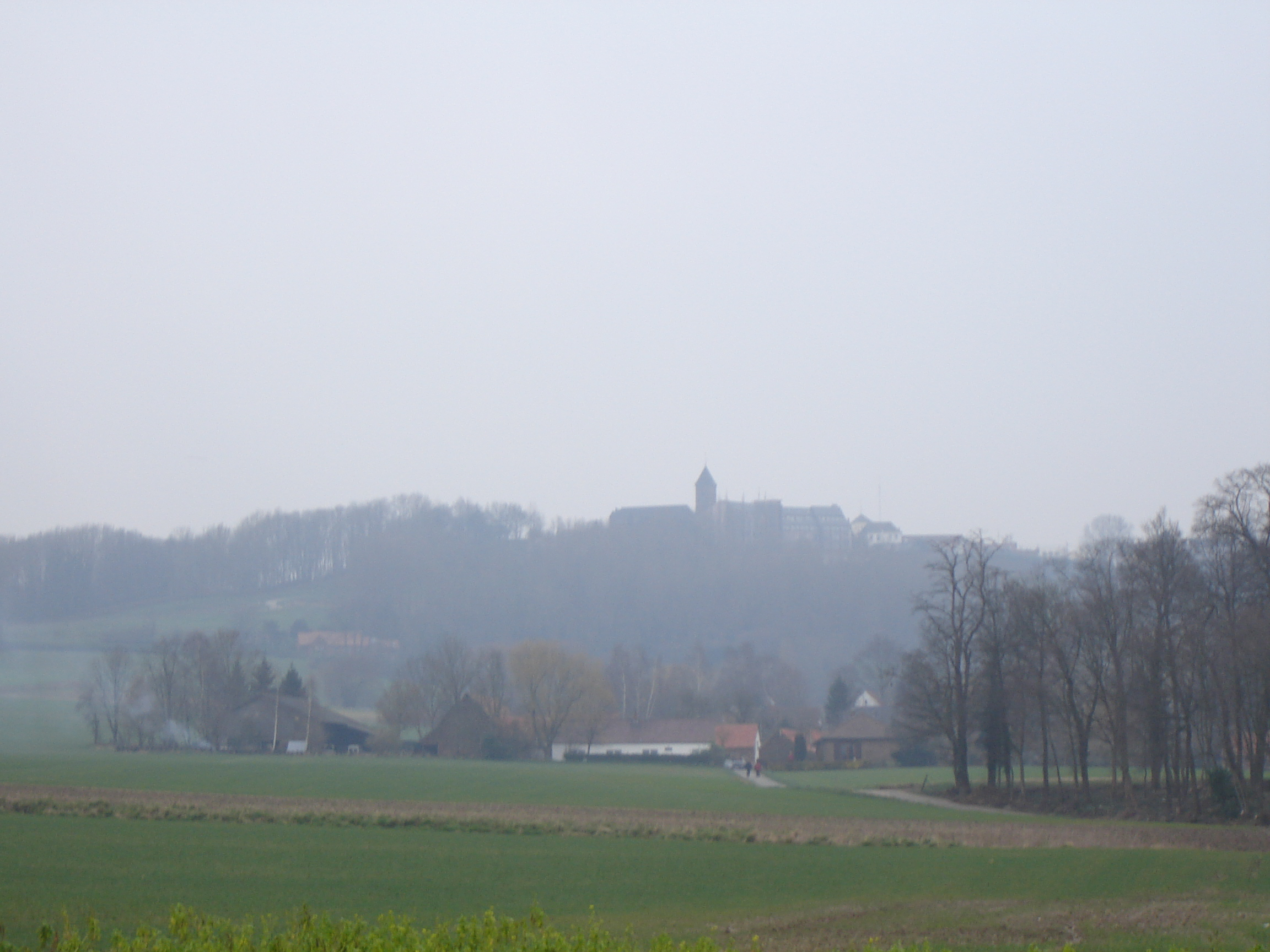
Mont-Saint-Aubert, zuidkant

## Demografische ontwikkeling
- Bronnen:NIS, Opm:1831 tot en met 1970=volkstellingen

## Nabijgelegen kernen
Obigies, Kain, Mourcourt, Molenbaix
Deelgemeenten: Barry · Beclers · Blandain · Chercq · Doornik · Ere · Esplechin · Froidmont · Froyennes · Gaurain-Ramecroix · Havinnes · Hertain · Kain · Lamain · Marquain · Maulde · Melles · Mont-Saint-Aubert · Mourcourt · Orcq · Quartes · Ramegnies-Chin · Rumillies · Saint-Maur · Templeuve · Thimougies · Vaulx · Vezon · Warchin · Willemeau

Overige plaatsen: Bourgambray · Crotière · Gaurain · La Louvière · Ligny · Ramecroix

Belgische gemeenten · Arrondissement Bergen · Henegouwen · Wallonië